# Within Me
"Within Me" je singl talijanskog gothic metal-sastava Lacuna Coil, s njihova albuma Karmacode. Pjesma govori o prekidu ljubavne veze i jedina je balada sastava koja je ikada postala singlom. Kao i za sve singlove snimljen je glazbeni video.